# Pristeg
Pristeg – wieś w Chorwacji, w żupanii zadarskiej, w mieście Benkovac. W 2011 roku liczyła 316 mieszkańców.